# 石天応
石 天応（せき てんおう、1162年 - 1222年）は、モンゴル帝国に仕えた漢人将軍の一人。字は瑞之。興中府永徳県の出身。

## 概要
石天応は騎射を得意とする一方で読書も嗜み、郷里の人から慕われる人物であった。チンギス・カンによる金朝侵攻が始まると、石天応は左翼万人隊長のムカリ率いる軍団に投降した。そこでムカリは石天応に興中府尹・兵馬都提控の地位を授け、石天応はモンゴル軍に属するようになった。石天応は武器の建造や臨機応変な用兵によって信任を得、更に龍虎衛上将軍・元帥右監軍の地位を授けられた。石天応の部隊は黒色の旗を用いていたため、人々からは｢黒軍」と呼ばれていたという。石天応はムカリの下で大小200余りの戦を戦い、常に先陣を切って奮戦したため、 功績により右副元帥の地位を授けられた。
1221年（辛巳）8月、陝西方面へ侵攻するに当たり、石天応は西夏領の東勝済河を経由して南下し、葭州を攻略した。そこで石天応はムカリに対して「西夏はモンゴルに降ったといっても、信用できません。この州（葭州）は金朝・西夏国境地帯の要衝であり、住民は壮健にして倉庫の備蓄は豊富です。有力な将軍にこの地を守らせ、船を多く建造し守らせればよいでしょう」と進言したため、これを受けてムカリは石天応に金紫光禄大夫・陝西河東路行台兵馬都元帥の地位を授け、5000の兵とともに葭州に駐屯させた。石天応は自らの進言通り多く舟を建造して船橋を作ろうとしたものの、諸将の多くは増水により船橋が流されてしまうことを恐れた。しかし、石天応は反対意見を封じて船橋の建造を断行し、遂にこれが完成すると諸将はみな喜び従った。また、王公佐が失地回復のため函谷関を攻めてきたが、船橋が完成しているのを見て撤退し、石天応は葭州・綏州一帯を平定することに成功した。
その後、石天応は汾水の東でムカリから河中方面に進出するよう指示を受け、石天応は本拠に戻ると配下の諸将に今後の方策について諮った。そこである者は「河中は南に潼関があり、西には京兆があり、いずれも金軍が駐屯している。また新たに降った民は未だ心が一つとは言えず、守備にも不安があります」と述べて河中への進出を諫めた。しかし、石天応は河中が要衝の地でありまさに武功を立てるべき地であること、また自らは既に60歳の高齢でこれ以上功名を立てられないまま病牀に伏すことは耐えられないことを述べ、河中への進出を強行した。
同年9月、石天応は遂に軍を率いて河中に移ったが、既に石天応の動きを察知していた金軍は河中を襲った。石天応はこれに対し配下の呉沢を伏兵として要路に置き備えとしたが、呉沢は酒を飲んで酩酊してしまい、金軍はその隙に間道を進んで河中府城下に到った。石天応側は守備の準備が整っておらず、動揺した新参の兵達は次々に逃れ去ったため、金軍はこれに乗じて攻撃を始めた。石天応は自ら奮戦したものの従う者は40騎余りとなってしまい、配下の者達は「呉沢が我らを害したのだ」と語り、また西に向かって河を渡るべきであると進言した。しかし、石天応は「先に配下の者達は我が南に向かうのを諫めたのに、我はそれを無視してここまで到ってしまった。太師ムカリは我が罪を許してくれたというのに、このままでは何の面目があって見えることができようか。今となってはただ死ぬことしかできない。汝らも励め」と述べて徹底抗戦を選び、激戦の末戦死した。後に、これを聞いたムカリは石天応の死を痛み惜しんだという。
石天応の死後、息子の石煥中・石執中・石受中らはいずれもモンゴル帝国に仕えた。また、石佐中（石天応の弟の石天禹の子）は河中の敗戦から辛うじて生き残り、ムカリの助けを得て石天応の仇を討った。石佐中の子の石安琬はクビライに仕えて活躍している。